# Pietro Leone (preside)
Pietro Leone (Caltanissetta, 7 marzo 1917 – Verona, 29 ottobre 1970) è stato un insegnante, preside e provveditore agli studi italiano.

## Biografia

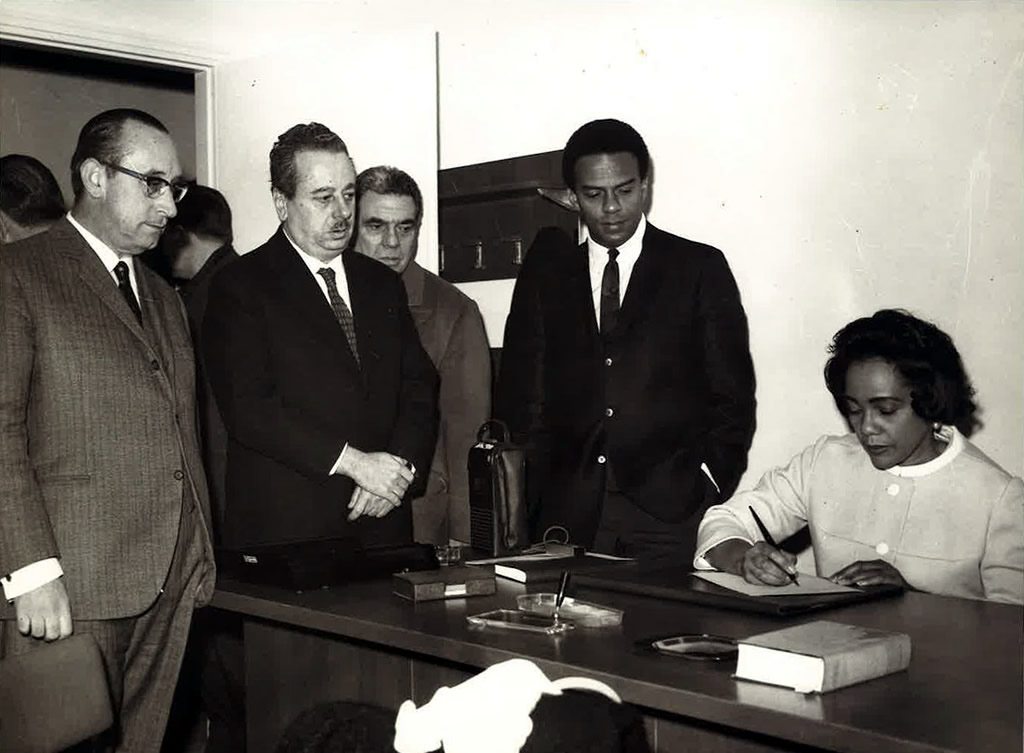
Pietro Leone (a sinistra) durante l'inaugurazione della Scuola Martin Luther King a Verona, alla presenza di Coretta Scott King (a destra, seduta) e il sindaco Renato Gozzi (il secondo da sinistra).

Nacque in una famiglia, sia paterna che materna, di antiche tradizioni giuridiche. La madre, Sisina Giardina, proveniva da una nobile famiglia di Palermo.
Frequentò il Liceo-Ginnasio "Ruggero Settimo" di Caltanissetta e si laureò in lettere all'Università di Palermo, avendo come docenti Natalino Sapegno e Carlo Garufi. Già prima di laurearsi, grazie ai suoi articoli, ottenne l'iscrizione all'albo dei giornalisti.
Nel 1938 superò il concorso a cattedra per il liceo, diventando il più giovane vincitore di cattedra d'Italia; egli iniziò la sua attività d'insegnamento nel "suo" liceo.
Nel 1954 diventò preside della scuola media nissena "Giovanni Verga", quindi provveditore agli studi di Benevento dal 1963 al 1967 e poi di Verona, dove morì a soli 53 anni. Come preside, nel 1963, fu il più giovane preside vincitore di concorso.
Egli contribuì attivamente alla riforma della scuola media del 1962 con ricerche ed approfondimenti di cui si servirono le commissioni parlamentari e ministeriali per la stesura della legge di riforma.
Insieme al preside Luigi Monaco, curò la pubblicazione di un'antologia italiana per la scuola media, di grande successo, intitolata "L'approdo", edita da Le Monnier nel 1953.
Sposò Maria Ragona da cui ebbe due figli.
A Caltanissetta gli è stata dedicata una scuola media e una via.

## Pubblicazioni
- "Lineamenti di storia di Sicilia", Ed Sciascia 1951
- "Aspetti e problemi della scuola inglese" in "La scuola secondaria e i suoi problemi" n 1, 1954 Ed. Ministero P.I.
- "L'Approdo", "Antologia italiana" Le Monnier 1953
- Saggio su Luigi Russo in "Figure nostre" Ed.Sciasca 1956
- "Sull'orientamento scolastico", Ministero P.I. 1963
- "Il rinnovamento metodologico", Città di Castello 1960
- "Sulla matematica nuova", Ministero P.I 1963